# US Open 2009 - Quad doppio
Nicholas Taylor e David Wagner hanno battuto in finale 6-1, 6(5)–7, 6-3 Johan Andersson e Peter Norfolk.

## Tabellone

### Legenda
| - Q = Qualificato - WC = Wild card - LL = Lucky loser | - ALT = Alternate - SE = Special Exempt - PR = Protected Ranking | - w/o = Walkover - r = Ritirato - d = Squalificato |

### Finali
|  | Finale                        |                               |   |    |   |  |
|  |                               |                               |   |    |   |  |
|  | Nicholas Taylor David Wagner  | Nicholas Taylor David Wagner  | 6 | 65 | 6 |  |
|  | Johan Andersson Peter Norfolk | Johan Andersson Peter Norfolk | 1 | 7  | 3 |  |